# Willy Hack
Willy Hack (26. března 1912 Reutlingen – 26. července 1952 Drážďany) byl během druhé světové války německý příslušník SS, který sloužil ve vedoucích funkcích řízení nucených prací v koncentračních tábotech Mittelbau-Dora a Buchenwald.

## Biografie
Narodil se ve městě Reutlingen v Bádensku-Württembersku a před nástupem do SS v roce 1934 vystudoval vysokou školu. Sloužil ve Waffen-SS na východní frontě, v únoru 1942 byl povýšen do hodnosti Obersturmführer a převeden na Amtsgruppe C (Budovy a práce) na hlavním hospodářském a správním úřadu SS.

## Mittelbau-Dora
V roce 1943 byl přidělen k personálu koncentračního tábora Mittelbau-Dora. V Doře působil jako stavební ředitel pro pobočný tábor Niedersachswerfen. Dohlížel na stovky otrokářských dělníků, kteří byli zaměstnáni při stavbě velké podzemní továrny na letouny, která vyráběla součásti německých řízených raket V-2. V listopadu 1944 opustil Doru a stal se velitelem pracovního tábora Berga poblíž města Greiz.

## Buchenwald
V Bergu opět řídil otrocké práce vězňů z koncentračních táborů, tentokrát s využitím vězňů z Buchenwaldu, aby vykopali těžební tunely pro použití při výrobě syntetického oleje. V únoru 1945 dorazila do Bergu skupina 350 amerických válečných zajatců. Mnoho z těchto mužů byli američtí Židé, kteří byli posláni SS do Bergu, místo do standardního zajateckého tábora kvůli jejich etnicitě. Ztráty na životech v této skupině byly velké, nejméně 55 Američanů zemřelo v důsledku nemoci nebo podvýživy během pouhých několika měsíců, které strávili v táboře.

## Poválečné období
Hack se zpočátku vyhnul zajetí po německém kapitulaci v roce 1945, ale nakonec byl zatčen sovětskými okupačními orgány ve Cvikově v roce 1947. Byl souzen za válečné zločiny v roce 1949. Bylo shledáno, že je zodpovědný za smrt stovek vězňů, kteří zahynuli pod jeho velením v Niedersachswerfenu i v Bergu a byl odsouzen k trestu smrti. V roce 1951 byl souzen znovu, opět usvědčen a jeho rozsudek smrti potvrzen. Trest smrti byl vykonán oběšením v Drážďanech dne 26. července 1952.